# 梅田邦三
梅田 邦三（うめだ くにぞう、1947年2月1日 - ）は、京都府京都市右京区出身の元プロ野球選手（内野手）。

## 来歴・人物
京都商業では藤川勝也監督の下、2年次の1963年に夏の甲子園に1番・二塁手として出場し、1回戦で松商学園に2-3で惜敗。3年次の1964年は夏の甲子園京滋大会府予選で準々決勝まで進出するが、東山高に敗退。
卒業後は1965年に日本新薬へ入社し、長谷部栄一監督の指導を受け、1967年・1968年の都市対抗で活躍。
1968年のドラフト9位で読売ジャイアンツへ入団。出番にあまり恵まれず、3年目の1971年に広野功・浜村孝両内野手との交換トレードで、高橋明・田中章両投手と共に西鉄ライオンズへ移籍。船田和英・菊川昭二郎の控え遊撃手として起用されたが、1973年には打撃不振の日野茂からレギュラーを奪取し、初の規定打席にも到達（26位, 打率.247）。1973年5月20日の近鉄戦（平和台）で仲根正広から初本塁打を放つが、プロ通算30000号本塁打として話題となる。打席に立った当初は投手を揺さぶって出塁しようと思い、1、2球目とセーフティバントを試みたが、いずれも失敗。ヒッティングするしかなくなって内角高めのボール気味の直球を強引に引っ張ったところ、思った以上に飛んでいった。この試合は西鉄から新しく生まれ変わった太平洋の試合が初めて全国ネットでテレビ中継された一戦でもあり、守備固めと代走要員の控え選手であった梅田の名前はライオンズファンから全国の野球ファンにも知れ渡ることになった。3年後の1976年に過去の公式戦の記録を全て調べ直していたところ、本塁打の数え間違いが発覚。29999号へ訂正され、30000号は、同じ近鉄戦で梅田の後に左中間へ本塁打を打った基満男ということになった。1973年には当時のパ・リーグ新記録となる守備率.988を記録したが、ダイヤモンドグラブ賞に選出されることは一度もなかった。その後も1975年まで定位置を守るが、打撃面で低迷が続く。
ライオンズ時代は大阪球場の南海戦で遊ゴロを打ってアウトで三塁ベンチに帰る時、南海の応援団から「梅田が難波でウロウロすな!」と野次られ、後に南海時代からのファンである森脇健児が面白い野次の1つとしてネタにしている。
1975年オフ、坪井新三郎・広瀬宰両内野手との交換トレードで中日ドラゴンズへ移籍。中日では同じように打撃が弱いが守備の巧い正岡真二が正遊撃手であったこともあったほか、1976年に右手を骨折、1977年は左膝の皿が割れるなど相次いで故障。次第に出場機会が減っていき、1978年4月8日の巨人戦（ナゴヤ）では、クロスプレーの際に二塁手の土井正三に激怒し、土井に蹴りを入れて退場処分となった。1978年オフには球団からトレード要員であることを告げられたが、球団幹部から「買い手がなかった」と言われて残留。1979年は11試合出場のみで解雇され、1980年シーズン途中に金銭トレードで日本ハムファイターズへ移籍するが、同年暮れに現役を引退。
引退後は故郷・京都に戻り、南区でスポーツ用品店を経営。ボーイズリーグ「京都洛南ボーイズ」総監督も務め、木元邦之らの選手を輩出している。

## 詳細情報

### 年度別打撃成績
| 年 度      | 球 団       | 試 合 | 打 席 | 打 数 | 得 点 | 安 打 | 二 塁 打 | 三 塁 打 | 本 塁 打 | 塁 打 | 打 点 | 盗 塁 | 盗 塁 死 | 犠 打 | 犠 飛 | 四 球 | 敬 遠 | 死 球 | 三 振 | 併 殺 打 | 打 率 | 出 塁 率 | 長 打 率 | O P S |
| ---------- | ----------- | ----- | ----- | ----- | ----- | ----- | -------- | -------- | -------- | ----- | ----- | ----- | -------- | ----- | ----- | ----- | ----- | ----- | ----- | -------- | ----- | -------- | -------- | ----- |
| 1970       | 巨人        | 10    | 1     | 1     | 1     | 0     | 0        | 0        | 0        | 0     | 0     | 2     | 1        | 0     | 0     | 0     | 0     | 0     | 1     | 0        | .000  | .000     | .000     | .000  |
| 1971       | 西鉄 太平洋 | 77    | 108   | 90    | 11    | 14    | 4        | 0        | 0        | 18    | 3     | 11    | 1        | 7     | 0     | 8     | 0     | 3     | 10    | 1        | .156  | .248     | .200     | .448  |
| 1972       | 西鉄 太平洋 | 51    | 53    | 45    | 11    | 10    | 1        | 0        | 0        | 11    | 2     | 6     | 2        | 2     | 0     | 4     | 0     | 2     | 5     | 1        | .222  | .314     | .244     | .558  |
| 1973       | 西鉄 太平洋 | 118   | 421   | 348   | 51    | 86    | 9        | 3        | 2        | 107   | 18    | 33    | 6        | 26    | 2     | 33    | 0     | 12    | 43    | 6        | .247  | .332     | .307     | .639  |
| 1974       | 西鉄 太平洋 | 121   | 392   | 344   | 33    | 75    | 5        | 2        | 1        | 87    | 21    | 18    | 8        | 11    | 1     | 32    | 1     | 4     | 52    | 6        | .218  | .291     | .253     | .544  |
| 1975       | 西鉄 太平洋 | 110   | 251   | 209   | 13    | 35    | 3        | 1        | 0        | 40    | 8     | 5     | 6        | 20    | 0     | 20    | 0     | 2     | 23    | 0        | .167  | .247     | .191     | .438  |
| 1976       | 中日        | 101   | 146   | 130   | 8     | 29    | 7        | 1        | 0        | 38    | 13    | 2     | 1        | 3     | 1     | 4     | 0     | 8     | 16    | 1        | .223  | .287     | .292     | .579  |
| 1977       | 中日        | 39    | 50    | 43    | 7     | 10    | 0        | 0        | 0        | 10    | 4     | 2     | 0        | 2     | 0     | 3     | 1     | 2     | 7     | 2        | .233  | .313     | .233     | .545  |
| 1978       | 中日        | 62    | 60    | 49    | 9     | 14    | 1        | 0        | 0        | 15    | 1     | 2     | 1        | 2     | 0     | 8     | 0     | 1     | 6     | 1        | .286  | .397     | .306     | .703  |
| 1979       | 中日        | 43    | 27    | 23    | 1     | 5     | 0        | 0        | 0        | 5     | 1     | 1     | 1        | 3     | 0     | 1     | 0     | 0     | 2     | 0        | .217  | .250     | .217     | .467  |
| 1980       | 中日        | 11    | 2     | 2     | 0     | 0     | 0        | 0        | 0        | 0     | 0     | 0     | 0        | 0     | 0     | 0     | 0     | 0     | 1     | 0        | .000  | .000     | .000     | .000  |
| 1980       | 日本ハム    | 17    | 8     | 6     | 1     | 1     | 0        | 0        | 0        | 1     | 0     | 1     | 0        | 2     | 0     | 0     | 0     | 0     | 1     | 0        | .167  | .167     | .167     | .333  |
| '80計      | 日本ハム    | 28    | 10    | 8     | 1     | 1     | 0        | 0        | 0        | 1     | 0     | 1     | 0        | 2     | 0     | 0     | 0     | 0     | 2     | 0        | .125  | .125     | .125     | .250  |
| 通算：11年 | 通算：11年  | 760   | 1519  | 1290  | 146   | 279   | 30       | 7        | 3        | 332   | 71    | 83    | 27       | 78    | 4     | 113   | 2     | 34    | 167   | 18       | .216  | .296     | .257     | .553  |

- 各年度の太字はリーグ最高
- 西鉄（西鉄ライオンズ）は、1973年に太平洋（太平洋クラブライオンズ）に球団名を変更

### 記録
- 初出場：1970年4月15日、対広島東洋カープ1回戦（広島市民球場）、8回表に森昌彦の代走で出場
- 初盗塁：同上、8回表に二盗（投手：外木場義郎、捕手：久保祥次）
- 初安打：1971年5月9日、対東映フライヤーズ6回戦（後楽園球場）、4回表に中原勇から二塁打
- 初先発出場：1971年6月6日、対ロッテオリオンズ4回戦（東京スタジアム）、8番・遊撃手で先発出場
- 初打点：1971年6月6日、対ロッテオリオンズ10回戦（東京スタジアム）、9回表に木樽正明から適時打
- 初本塁打：1973年5月20日、対近鉄バファローズ前期9回戦（平和台野球場）、5回裏に仲根正広から左越ソロ

### 背番号
- 54 （1969年）
- 35 （1970年）
- 23 （1971年 - 1975年）
- 24 （1976年 - 1980年途中）
- 32 （1980年途中 - 同年終了）